# Orit Wolf
Orit Wolf (in ebraico אורית וולף‎?; Tel Aviv, 8 ottobre 1974) è una pianista e compositrice israeliana.

## Educazione
Orit iniziò i suoi studi accademici presso l'Università di Tel Aviv sotto la direzione di Arie Vardi. Ha studiato composizione musicale e improvvisazione con Andre Hajdu. Ha inoltre frequentato i corsi di perfezionamento tenuti da Leon Fleisher, Claude Frank e Peter Serkin.
Nel 1991 la Wolf ha frequentato il Boston University Tanglewood Institute e ricevuto una borsa di studio per la Boston University. Si è laureata presso la Boston University in pianoforte Summa cum laude.
Wolf ricevette un diploma post laurea (DipRAM) dalla Royal Academy of Music nel 1998, sotto la direzione di Christopher Elton.
Nel 2007 Wolf ha conseguito un Ph.D in Musicologia dalla Bar-Ilan University. Il titolo della sua tesi era "Beethoven come sentito dai romantici: Uno Studio sullo stile romantico delle cadenze composte per il Quarto Concerto per pianoforte di Beethoven".

## Esecuzioni
All'età di 11 anni fu invitata ad esibirsi in Germania e in Belgio per conto della Broadcasting Authority di Israele. All'età di 14 anni fece registrazioni per "Kol Ha-Musica", la Stazione Radio Israeliana di Musica Classica, nel corso di vari spettacoli che comprendevano sue composizioni.
Wolf si è esibita come solista e con diverse orchestre tra cui la Israel Chamber Orchestra, Jerusalem Symphony Orchestra, Sinfonica di Rishon LeZion, Filarmonica Braslaw e English Chamber Orchestra. Ha suonato al Tanglewood Music Festival e all'Israele Festival. Ha suonato in sale da concerto prestigiose come la Wigmore Hall, San Martin Hall, il Concertgebouw e la Alte Oper.
Wolf ha collaborato con Nobuko Imai, Sergej Krylov, e Christine Brewer. Incide regolarmente per molte stazioni radio tra cui la BBC, CBS, CBC, IBO, WGBH, NRK e GLR.
Nel 2007 Wolf ha pubblicato un CD di registrazioni dal titolo Impulse.
Wolf è anche un consulente aziendale nel settore del pensiero innovativo e marketing creativo.

## Composizioni
- Associations from Liszt - Versione per pianoforte (1990)
- Prelude and Fugue - Pianoforte solo (1995)
- Nostalgia from Grandfather - Pianoforte solo, Libera Improvvisazione (1997)
- Kol Nidrei - Pianoforte solo, Libera Improvvisazione (2000)
- Association from Liszt - per Viola, Clarinetto e Pianoforte (2001)
- Ben Haim/Orit Wolf: Lullaby - Trascrizione per Violino, Clarinetto e Pianoforte, (2002)
- Human's Love - Romanza per Violino e Pianoforte (2003)
- White, Light and Argaman - per Orchestra Sinfonica (2006)
- Introspection - per Violino e Pianoforte (2007)